# Gundam Side Story 0079: Rise From the Ashes
Gundam Side Story 0079: Rise From the Ashes est un jeu vidéo de action développé et édité par Bandai en août 1999 sur Dreamcast. C'est une adaptation en jeu vidéo de la série basée sur l'anime Mobile Suit Gundam,,.

## Système de jeu
Gundam Side Story 0079: Rise From the Ashes est un jeu d'action à la première personne qui place le joueur dans le cockpit d’un mobile suit. Le gameplay met l'accent sur les tactiques d’équipe, le joueur étant accompagné de deux coéquipiers contrôlés par l'IA dont les actions doivent être coordonnées pour réussir les missions.
Le joueur peut choisir parmi plusieurs modèles de mobile suits. Deux sont disponibles dès le début : le RGM-79 GM, un modèle équilibré, et le RGC-80 GM Cannon, une unité plus lourde équipée d’un canon d’épaule. Une troisième unité, le RX-77D Mass-Production Type, peut être débloquée en réussissant une mission spécifique ; elle est armée de deux canons sur les épaules et de mitrailleuses dans chaque main. Lors de la mission finale, le joueur pilote le RGM-79SP GM Sniper II, une version améliorée et personnalisée du GM Sniper, aux couleurs bleu et blanc.
Le jeu comprend neuf missions situées dans divers lieux en Australie, où le joueur doit empêcher les forces de Zeon de développer et d'utiliser l’Astaroth, une arme biologique capable d'accélérer la croissance végétale, rendant la Terre inhabitable.
Une fois le jeu terminé, un menu "Extra Options" se débloque, offrant des modifications comme le Lunar Titanium Alloy (qui augmente la barre de santé) ou des armes supplémentaires, comme le Prototype Beam Rifle utilisé lors de la mission contre le transporteur aérien GAW.

## Adaptation
Le scénario du jeu a été publié sous forme de deux nouvelles par Jōji Hayashi fin 1999 et début 2000, au sein de la maison d'édition Kadokawa Shoten.